# 東留伽
東 留伽（あずま るか、1997年6月23日 - ）は、朝日放送テレビ（ABCテレビ）所属のアナウンサー。

## 経歴・人物
関西地方で出生してから、物心が付く前に実父の仕事の関係で北海道札幌市に転居。北海道札幌南高等学校を経て、大阪大学人間科学部に進学した。
大学在学中には、大阪府内にある祖父母の自宅から通学。近くで営業している映画館に通い詰めては、月に3 - 4本のペース、在学中の4年間で150本以上の新作映画を鑑賞していたという。また、「ラテンダンサーのような強い女性になりたい」という理由で、学内の舞踏（競技ダンス）研究会に所属。全日本学生競技ダンス連盟が主催する全日本学生競技ダンス選手権大会では、1チーム16名による「フォーメーションの部」での優勝を経験している。
その一方で、セント・フォース関西所属のタレントとして、『知られざるガリバー〜エクセレントカンパニーファイル〜』（テレビ東京系列全国ネット番組）の「ファイリングリポーター」（女子大生リポーター）や『おかやまっさん』（京都放送）のリポーターなどを務めていた。セント・フォース関西への所属は、大学1年時の2016年に開かれた「第1回夢の種オーディション」に合格したことによるもので、同事務所が運営するアナウンススクール「セント・フォース カレッジ」の1期生でもある。さらに、同年には今宮戎神社の福むすめに選出。2018年のミス・ユニバースジャパン大阪大会では審査員特別賞を受賞した。
大学卒業後の2020年4月1日付で、大野雄一郎と共に、アナウンサーとして朝日放送テレビに入社。ラジオ（グループ会社の朝日放送ラジオ）では、入社後の7月1日（水曜日）13時台に『ABCニュース』で「初鳴き」（朝日放送グループが制作する番組への本格的なデビュー）を果たすと、7月16日から10月1日までの木曜日に『武田和歌子のぴたっと。』の中継リポートをレギュラーで担当した。テレビでは、同年10月改編から『キャスト』（平日夕方の関西ローカル向け報道・情報番組）と『朝だ!生です旅サラダ』（朝日放送テレビ本社からの生放送による土曜日午前の全国ネット番組）にレギュラーで出演。『旅サラダ』では2009年4月4日放送分から朝日放送→朝日放送テレビのアナウンサー1名が代々スタジオレギュラーに加わっているが、新人アナウンサーからのレギュラー起用は東が初めてである。
「アナウンサーとしての取材や放送（担当番組）で自分にできる限りの仕事を重ねるなかで、『自分の表現や考えをいったん見直す意味でも、新しい場所で学ぼう』という気になった」とのことで、2023年9月からは朝日放送テレビを休職したうえで、2024年6月頃の復職を前提にフランスへ留学。これに伴って、『旅サラダ』を2023年8月26日放送分で卒業することを皮切りに、担当番組を順次降板した。
休職中には、パリを拠点にフランス語や芸術の研鑽を積むかたわら、15以上の国や地域を訪問。2024年に入ってからは、チェコの大学で1ヶ月にわたって国際政治学、イギリスでイラストレーションを学んでいた。同年5月に日本へ帰国したうえで、翌6月に朝日放送テレビへ復職。復職後は、休職前と同じ部署（編成局内のアナウンス部）でアナウンス業務を徐々に再開している。なお、朝日放送テレビでは東の復職を受けて、「東留伽アナ　アートなボンジュール!会」（有料定員制のトークイベント）を2024年7月20日に本社の一角で開催。このイベントでは、本人が柴田博（上司に当たるアナウンサー）とのクロストークを通じて留学中の生活を報告したほか、本人が留学中に描いていた絵画の一部が会場に展示された。
instagramの個人アカウントでは、『朝だ!生です旅サラダ』で担当していた「日本全国コレうまの旅」（日本各地の美味しい飲食物をいわゆる「アポなし取材」方式で探し出す視聴者プレゼント連動型のロケ企画シリーズ）に関する動画を投稿したことがきっかけで、（日本以外の国・地域を含めた）フォロワーが2023年3月下旬の時点でおよそ27万人にまで達したという。当時はプライベートに関する投稿を一切控えていたが、朝日放送テレビからの休職中にパリでの生活を始めてからは、instagramを通じて近況を随時報告している。

## 出演

### 現在（朝日放送テレビへの復職後）

#### テレビ
- 教えて!ニュースライブ 正義のミカタ（アシスタント、2025年4月5日 - ）
- ABC NEWS（不定期）
  - 休職前には一時、『ANNニュース』（日曜日正午前の関西ローカルパート）を中心に担当していた。
- 新婚さんいらっしゃい!（ナレーション、2025年5月4日 - ）

#### ラジオ
- ABCニュース（不定期）
- ミュージックジェルム（2024年度のナイターオフ番組）- パーソナリティ（木曜日担当）
  - 朝日放送テレビの若手アナウンサーから1名（自身以外には福井治人と平野康太郎）が日替わりで進行する音楽番組で、火 - 木曜日の18:00 - 21:00に生放送。自身がヨーロッパで学んでいたフランス語で「新芽」を意味する「ジェルム」が番組のタイトルに取り入れられたり、タイトルロゴのデザインを任されたりするなど、ヨーロッパ留学の成果が開始の前から生かされている[13]。
- 備えよう！ABCラジオぼうさい部（2025年4月5日 - ）[14]

### 過去

#### テレビ（過去）
- おはよう朝日です（2020年7月1日）
  - 自己紹介を兼ねて、「初鳴き」を前に大野と揃って出演。
- 相席食堂（2020年8月18日）
  - 朝日放送テレビの本社内で大野と共に藤崎健一郎の研修を受けていた最中に、大悟（千鳥）と千原せいじ（千原兄弟）による社内ロケへ遭遇したことから、「大悟とせいじとABC新人アナウンサー」として大野と揃って「相席」。
- 朝だ!生です旅サラダ（第9代レギュラーアナウンサー、2020年10月3日 - 2023年8月26日）[8]
  - スタジオでの進行・天気予報に加えて、2022年7月30日から「日本全国コレうまの旅」の取材リポートも担当。「コレうまの旅」の担当初回では、自身のレギュラーアナウンサー就任後初めて出身地の北海道内でロケを実施したため、札幌市内でのロケに同行していた実母、道内で生活していた時期に馴染みのあった飲食店、実家で営んでいる病院も放送中に紹介していた。
  - ヨーロッパへの留学に伴う休職を前にレギュラー出演を終了したが、留学を経て復職後の2024年9月28日放送分に、歴代の「プレゼントソムリエ」（「日本全国コレうまの旅」のリポーター陣）の1人として小西陸斗（先輩アナウンサー）と共に三重県志摩市でのロケ企画に登場。自身のレギュラー出演中にMCを務めていた神田正輝が同日の生放送をもって番組を卒業することを受けての登場で、神田への「プレゼント」に向けて小西と共に「プレゼントソムリエ」時代の衣装でマグロ釣りへ挑んだところ、18kgを超える重さのキハダマグロを釣り上げるに至った。さらに、このマグロの切り身が神田を初めとするスタジオ出演者全員に振る舞われたことから、当日の生放送には小西と揃ってスタジオに姿を見せている。
- キャスト（月・火曜日サブキャスター、2020年10月5日 -  2022年3月30日）
  - サブキャスターとしてレギュラーで出演する前にも、2020年7月13日・8月3日（いずれも月曜日）放送分の「週刊キャストスポーツ」で高校野球関連の取材リポートを担当。
- 甲子園への道（キャスター、2021年・2022年）
  - 『速報!甲子園への道』から『甲子園への道』に改題されてから最初に起用されたキャスターで、2021年には単独、2022年には福戸あや（同年入社のアナウンサー）と共同で担当。
- ぺこぱのまるスポ（スタジオ進行パートアシスタント、2022年1月30日 - 2023年9月3日）[8]
- news おかえり（月・火曜日サブキャスター、2022年4月4日 - 2023年9月1日）[8]

#### ラジオ（過去）
- おはようパーソナリティ道上洋三です（2020年7月1日）
  - 自己紹介を兼ねて、「初鳴き」を前に大野と揃って出演。
- 武田和歌子のぴたっと。（2020年7月16日 - 10月1日）
  - 朝日放送ではテレビ・ラジオを通じて初めてのレギュラー番組で、苗字（アズマ）にちなんで、毎週木曜日にアズマッチとのコンビで「あっちこっちダブルアズマッチ」という生中継コーナーを最終回まで担当[15]。
- 高校野球スペシャル　届け!この夏の想い[16]（リポーター、2020年7月27日  - 8月7日の月 - 金曜日11:50 - 12:00）
  - 第102回全国高等学校野球選手権大会の中止に伴って、近畿2府4県の高校野球連盟が独自に開催する代替大会のダイジェスト番組で、参加校に対する取材の模様を大野と交互にスタジオで報告。
  - 第102回選手権の本大会が予定されていた8月中旬に開催の2020年甲子園高校野球交流試合（第92回選抜高等学校野球大会への出場が内定していた全32校による招待試合）では、朝日放送グループとBS朝日で全試合を中継したことを背景に、招待校の監督・指名選手に対する試合後のテレビ・ラジオ放送向け代表インタビューを、同期の大野らと交互に担当していた。
- 桑原征平粋も甘いも
  - 2020年7月1日（水曜日）に、番組内の『ABCニュース』（13時台）で「初鳴き」。以降も、水曜日13・14時台の『ABCニュース』を随時担当している。同年9月2日（水曜日）には、「征平の1時の一字」（13時台前半のテーマトークコーナー）に大野と揃ってゲスト出演。
- ABCミュージックパラダイス 月曜日（2022年8月8日）
  - 本来は月曜日のパーソナリティである福井治人を前週末（8月6日）開幕の第104回全国高等学校野球選手権大会テレビ・ラジオ中継での実況に専念させるための暫定措置の一環で、福井に代わって出演。
- 朝も早よから　芦沢誠です（2024年8月28日・29日）
  - 本来のパーソナリティである芦沢誠（朝日放送テレビのシニアアナウンサー）の夏季休暇中に、水・木曜分のパーソナリティを単独で代行。生放送番組を1人で進行することは、テレビを含めても初めてであった。